# Ahmed Hammoudan
Ahmed Hammoudan (sinh ngày 9 tháng 4 năm 1988 ở Chefchaouen) là một cầu thủ bóng đá người Maroc thi đấu ở vị trí tiền vệ chạy cánh. Hiện tại anh thi đấu cho IR Tanger.

## Danh hiệu

### Câu lạc bộ
Ittihad Tanger
- Botola: 2017–18

### Quốc tế
Moroccan Local
- Giải vô địch bóng đá châu Phi: 2018